# Štampachové ze Štampachu
Štampachové ze Štampachu (Kager ze Štampachu, německy Kager von Stampach; Stampach; Steinbach) byli český šlechtický rod s německými kořeny. Pocházeli z Loketského kraje a největšího vzestupu dosáhli na přelomu šestnáctého a sedmnáctého století. Většina členů rodu se zúčastnila stavovského povstání, po jehož porážce přišla o majetek nebo odešla ze země.

## Dějiny

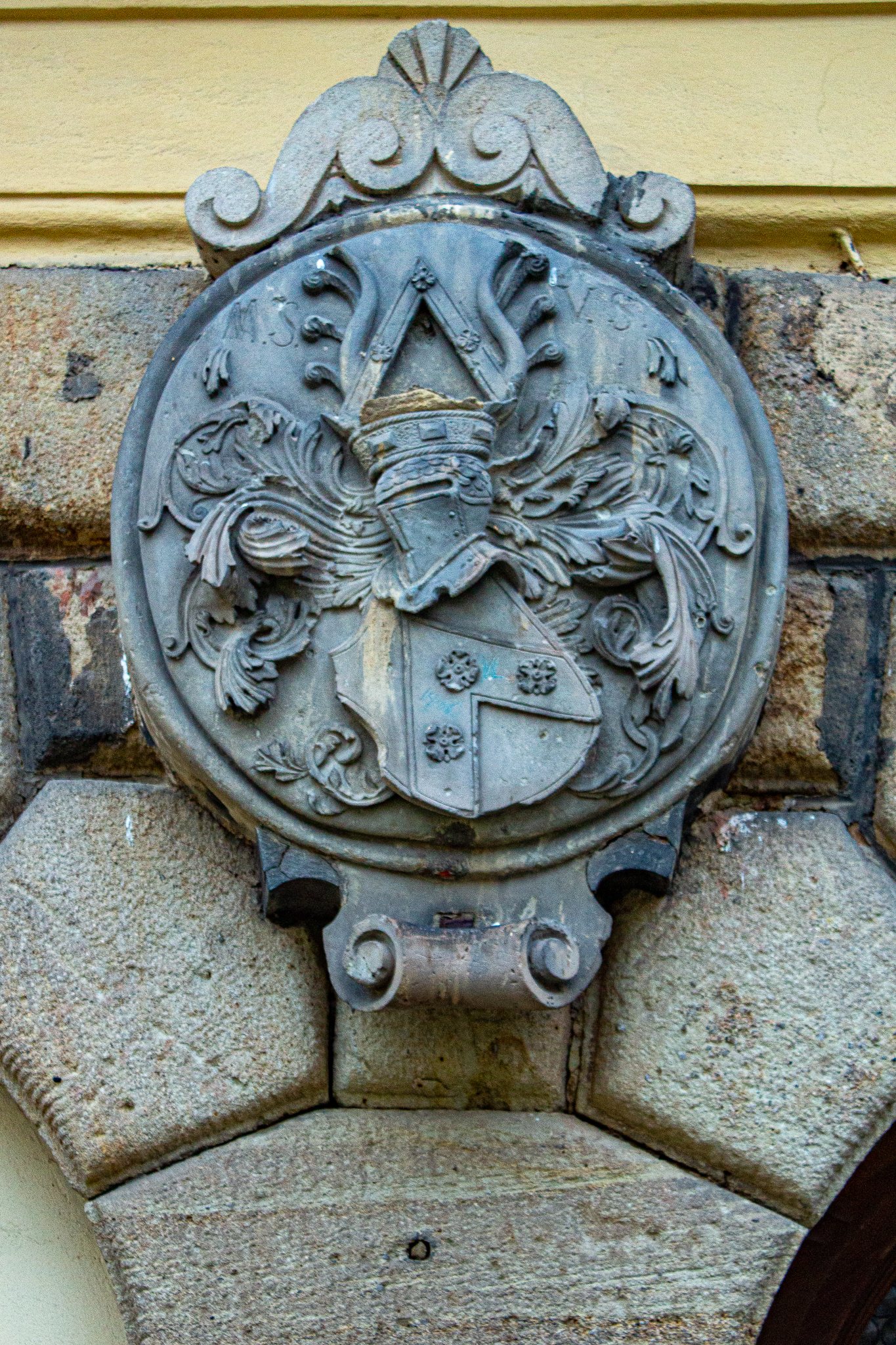
Rodový erb na mšeckém zámku

Štampachové byli původně německým rodem, jehož nejstarším sídlem byla Kamenice (dříve též Steinbach) u Sokolova. Jejich příbuznými byli a stejný erb používali Planknárové z Kyšperku a Globnárové z Globenu. Nejstaršími známými členy rodu byli Enderlin mladší ze Štampachu, který na počátku 15. století dostal od Zikmunda Lucemburského do zástavy hrad Hartenberg, a Ondřej ze Štampachu, který měl od roku 1426 v zástavě hrad Kynšperk nad Ohří i s přilehlým městem. Sedm synů Jiljího Štampacha, jenž zemřel na začátku 16. století, založilo několik rodových větví. Mezi jeho potomky patřil Linhart starší Štampach ze Štampachu, který rozšířil rodový majetek a jako sídlo si vybral zámek v Ahníkově na Chomutovsku.
Za stavovského povstání působil Linhart mladší († 1634) ve stavovském vojsku jako inspektor žateckého kraje. Po porážce na Bílé hoře přišel o majetek, zastřelili jej ve švédské armádě. Stejně dopadl i jeho syn Jindřich Bedřich, statky zkonfiskovali i jeho bratrům Adamovi a Vilémovi, další bratři Engelhart Vilém a Bedřich emigrovali. Kryštof Abrahám byl odsouzen k zabavení majetku a taktéž odešel z vlasti. Tudíž císařská komise málem vymazala Štampachy z řad české šlechty. Jediný Václav unikl ze spárů císařské komise, předtím se účastnil různých stavovských komisí, poté byl vězněn a odsouzen ke ztrátě majetku, který dostal zpět na přímluvu Jaroslava Bořity z Martinic, a to jen proto, že Václavova manželka v mládí byla katoličkou a směla majetek odkoupit zpět. Václav s prokazatelně dvěma dětmi emigroval v roce 1628.
V zemi zůstali pouze Erazim a jeho bratr Jaroslav. Erazima v roce 1629 povýšili do panského stavu, bratra Jaroslava o něco později. Jaroslav dosáhl roku 1616 na hraběcí titul a psal se jako Kager ze Štampachu. V této větvi rod vymřel až koncem 19. století.

## Exil

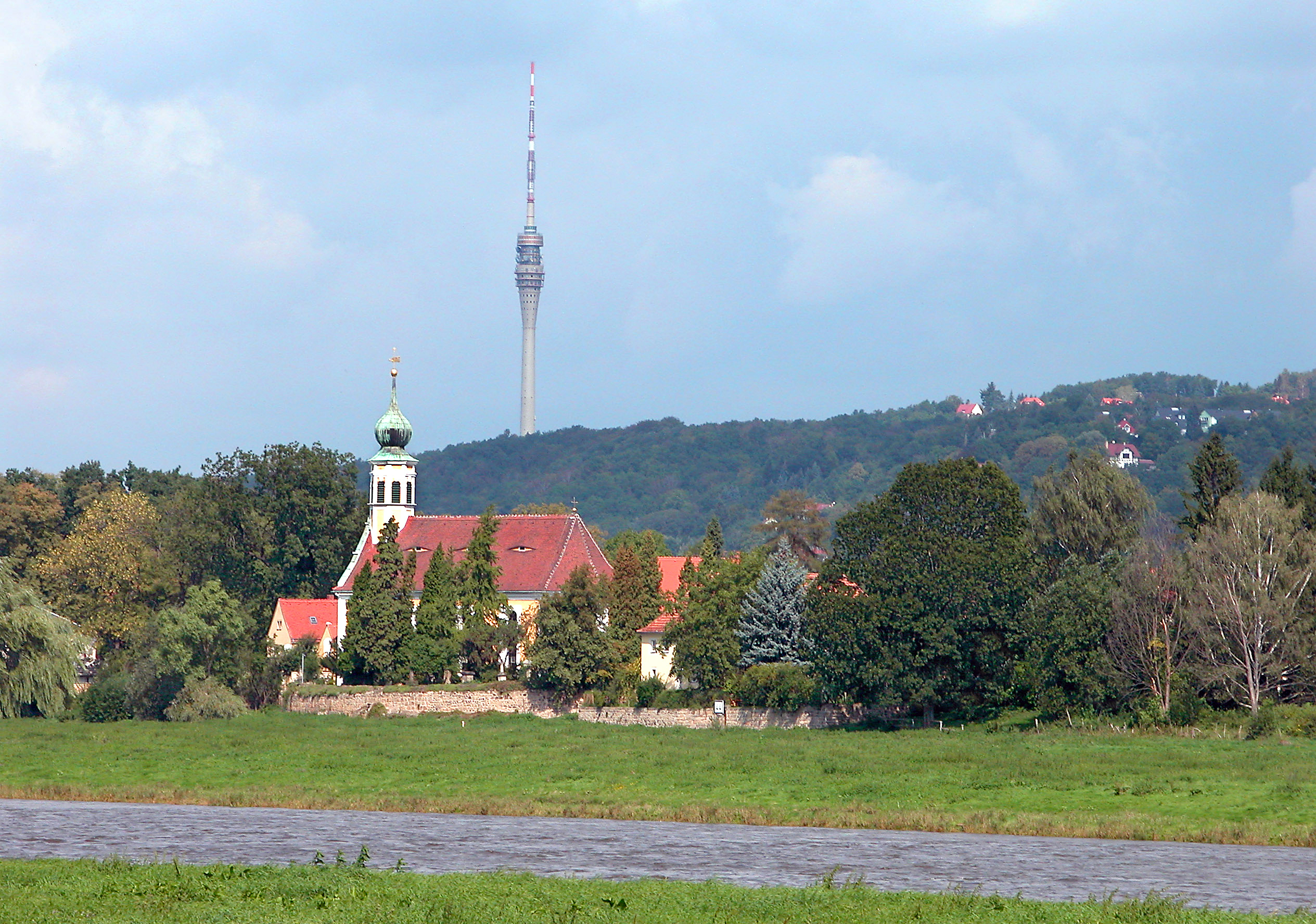
Kostel v Hosterwitz

- Ludmila, vdova ze Štampachu (Stambachin) byla v roce 1640 na seznamu exulantů v Žitavě.
- Manželé Ester († 8. března 1690) a Jan Rudolf ze Štampachu († 5. prosince 1706, 85 let) byli pohřbeni v kostele v Satzungu, ačkoli zemřeli v Minicích na panství Schönů ze Schönau. V kostele se jejich náhrobek nedochoval.
- Dorota, vdova po Albertovi ze Štampachu na Všebořicích a Chuderově († 16. května 1644, 79 let) byla pohřbena v kostele v Hosterwitz u Drážďan.
- Václav Štampach ze Štampachu, bývalý žatecký hejtman, v roce 1618 se podílel na českém stavovském povstání. Po Bílé hoře mu byl v roce 1622 zkonfiskován majetek a v roce 1628 emigroval (jeho manželka Barbora zůstala ve Valči). V roce 1628 s ním odešel i jeho nejstarší syn Jiří, v exilu žila i dcera Rozina. Prošli těmito místy: Dippoldiswalde, Altenberg, Drážďany, Erfurt, Altenburg, aby nakonec zakotvili v Annabergu. Ve stáří pečovala o svého otce Václava dcera Rozina.
- V Marienbergu byl v prosinci 1636 pořízen seznam českých exulantů, který dokládá, že Štampachové ze Štampachu zde našli trvalý domov.[3]

## Další osobnosti rodu
- svobodný pán Jan Kryštof Kager ze Štampachu
- Jan Rejchart Štampach ze Štampachu (kolem 1550 – před 1615), vyslanec Rudolfa II. v Konstantinopoli (1591) a v Moskvě (1593)

## Erb
Na červeném štítě nosili stříbrnou krokev, na kterou si později přidali tři růže.

## Příbuzenstvo
Spojili se s Fictumy, Údrckými z Údrče, Kekuly ze Stradonic, Kolovraty, Pachty z Rájova či Lažanskými z Bukové.